# 碳化钛
碳化钛（TiC），是一种极其坚硬（莫氏硬度9-9.5）的金属碳化物。由于它具有硬度高，化学性质稳定（不溶于水，溶于硝酸）的优点，被用于制造金属陶瓷，耐热合金和硬质合金，还可作炼钢工业的脱氧剂。

## 物理性质
碳化钛的性质类似碳化钨，能与之形成TiC-WC固溶体，能提高WC-Co系合金的耐热性、耐磨性、抗氧化性、抗腐蚀性等性能。
它的弹性模量约为400GPa，剪切模量约为188GPa.

## 制备
与大多数金属碳化物一样，碳化钛也是由碳与二氧化钛在电弧炉中加热制得。